# 진영 (기업)
진영(Jinyoung)은 대한민국의 플라스틱 제조 기업이다. 본사는 에 위치해 있다. 고기능성 플라스틱 시트를 연구/개발/제조한다.

## 역사
1996년 진영프라스틱으로 설립되어 2005년 1월에 진영엘디엠으로 2022년 5월 현재의 사명으로 상호변경하였다.

## 상장
2023년 6월 1일 코스닥시장에 상장하였다.

## 상훈
2020년 글로벌 강소기업(중소벤처기업부), 2022년 뿌리기업(국가뿌리진흥산업센터)에 선정되었다.

## 참고 문헌
1. ↑  김진솔, 심영수 진영 대표 "세계 플라스틱 시트 시장 선도하겠다", 대한경제, 2023-05-12
2. ↑  곽안나, 진영, 상장 첫날 따상 터치, 인천일보, 2023.06.01